# クール＝エイド・マッキンストリー
ゲイクインシー・マッキンストリー（Ga'Quincy McKinstry, 2002年9月30日 - ）は、アメリカ合衆国アラバマ州バーミングハム出身のアメリカンフットボール選手。NCAAのアラバマ大学でプレーし、2024年のNFLドラフトにて2巡目41指名でニューオーリンズ・セインツへ指名を受け加入。ポジションはコーナーバック。

## 経歴

### ハイスクール
高校4年目のシーズンにコーナーバックとして12のパスディフレクション、2つのインターセプト、ワイドレシーバーとして45レシーブ、706レシーブ獲得ヤード、11のレシービングTDを記録。アラバマ州のミスター・フットボール、USAトゥデイの最優秀守備選手賞を受賞した。
主要サイトから5つ星評価を受け、アラバマ大学へ進学した。

### カレッジ
2年目の2022年シーズンに35タックル、16のパスディフレクション、1つのインターセプトを記録し、オールSECファーストチームに選出された。
2023年シーズンは32タックル、7つのパスディフレクションを記録し、2年連続でオールSECファーストチームに選出された。シーズン終了後、2024年のNFLドラフトにアーリーエントリーした。
| 5 ft 11+1⁄2 in (182 cm)             | 199 lb (90 kg) | 32 in (81 cm) | 8+1⁄2 in (22 cm) | 4.52 s | 1.44 s | 2.72 s | 34.5 in (88 cm) | 10 ft 1 in (3.07 m) |
| All values from NFL Combine/Pro Day |                |               |                  |        |        |        |                 |                     |

## 人物
愛称および登録名のクール-エイドは粉末ジュースブランド、クール・エイドのマスコットキャラクターであるクール・エイドマンに笑顔が似ていることが由来で、生後間もない頃に祖母に名付けられた。